# Мигес, Пабло
Пабло Николас Мигес Фарре (исп. Pablo Nicolás Míguez Farre; родился 19 июня 1987 года, Монтевидео) — уругвайский футболист, полузащитник клуба «Мельгар».

## Клубная карьера
Мигес начал карьеру в клубе «Данубио». В 2007 году он дебютировал в уругвайской Примере. Летом 2011 года Мигес на правах аренды перешёл в аргентинский «Унион Санта-Фе». 16 августа в матче против «Бока Хуниорс» он дебютировал в аргентинской Примере. По окончании сезона клуб продлил аренду Пабло ещё на год. Летом 2013 года он вернулся в «Данубио» и внёс свой вклад в будущее чемпионство.
Летом 2014 года Мигес перешёл в перуанский «Альянса Лима». 8 июня в матче против «Аякучо» он дебютировал перуанской Примере. 24 июля в поединке против «Спорт Уанкайо» Пабло забил свой первый гол за «Альянса Лима».
В начале 2016 года Мигес присоединился к «Олимпо». 6 февраля в матче против «Альдосиви» он дебютировал за новую команду. Летом того же года Мигес перешёл в мексиканскую «Пуэблу». 17 июля в матче против «Монтеррея» он дебютировал в мексиканской Примере. 19 февраля 2017 года в поединке против «Чьяпас» Пабло забил свой первый гол за «Пуэблу». В начале 2018 года Мигес подписал контракт с «Мельгаром». 17 февраля в поединке против «Реал Гарсиласо» он дебютировал за новую команду.

## Достижения
- Чемпион Уругвая (1): 2013/14
- Чемпион Перу (1): 2021
- Обладатель Кубка Инка (1): 2014